# Comuna Snagov, Ilfov
Snagov este o comună în județul Ilfov, Muntenia, România, formată din satele Ciofliceni, Ghermănești, Snagov (reședința), Tâncăbești și Vlădiceasca. Ea se găsește la circa 40 km nord de capitala țării, București. Conform recensământului din 2011, populația comunei era de 7272 de locuitori.

## Așezare
Comuna se află în zona centrală a județului, pe malul sudic al lacului Snagov, liman fluviatil format de râul Ialomița. Prin comună trec autostrada București–Ploiești, pe care comuna are o ieșire în zona satului Ghermănești, și șoseaua națională DN1, care leagă Bucureștiul de Ploiești. În satul Tâncăbești, această șosea se intersectează cu șoseaua județeană DJ101B, care o leagă spre vest de Periș și mai departe în județul Dâmbovița de Niculești și Butimanu (unde se termină în DN1A); și spre est de Gruiu, Nuci și mai departe în județul Ialomița de Rădulești, Maia și Adâncata.
Lacul Snagov este încă parțial înconjurat de pădurea de stejar veche (rămășițe din Codrii Vlăsiei).

## Demografie
Componența etnică a comunei Snagov
     Români (82,25%)
     Alte etnii (0,59%)
     Necunoscută (17,16%)
Componența confesională a comunei Snagov
     Ortodocși (78,39%)
     Alte religii (3,26%)
     Necunoscută (18,34%)
Conform recensământului efectuat în 2021, populația comunei Snagov se ridică la 8.331 de locuitori, în creștere față de recensământul anterior din 2011, când fuseseră înregistrați 7.272 de locuitori. Majoritatea locuitorilor sunt români (82,25%), iar pentru 17,16% nu se cunoaște apartenența etnică. Din punct de vedere confesional, majoritatea locuitorilor sunt ortodocși (78,39%), iar pentru 18,34% nu se cunoaște apartenența confesională.

## Politică și administrație
Comuna Snagov este administrată de un primar și un consiliu local compus din 15 consilieri. Primarul, Mihai Anghel[*], de la Partidul Național Liberal, este în funcție din octombrie 2020. Începând cu alegerile locale din 2024, consiliul local are următoarea componență pe partide politice:
|  | Partid                    | Consilieri | Componența Consiliului | Componența Consiliului | Componența Consiliului | Componența Consiliului | Componența Consiliului | Componența Consiliului | Componența Consiliului |
|  | ------------------------- | ---------- | ---------------------- | ---------------------- | ---------------------- | ---------------------- | ---------------------- | ---------------------- | ---------------------- |
|  | Partidul Social Democrat  | 7          |                        |                        |                        |                        |                        |                        |                        |
|  | Partidul Național Liberal | 7          |                        |                        |                        |                        |                        |                        |                        |
|  | Grigore Marian-Dan        | 1          |                        |                        |                        |                        |                        |                        |                        |

## Istorie
Insula și malurile lacului Snagov sunt locuite din neolitic. Comunitățile care s-au dezvoltat în timp în jurul lacului sunt în prezent parte a comunelor Snagov, Gruiu, Ciolpani.
Comunitățile din jurul lacului Snagov (viitoarele sate) au fost influențate de dezvoltarea centrului religios de pe insula Snagov -  Mănăstirea Snagov, de către primii voievozi de după Basarab, poate Vladislav sau succesorul său Radu I. Astfel, primele atestări documentare despre satele din zona Snagov aparțin secolului al XV-lea, ele fiind dăruite tot în aceeași perioadă Mănăstirii Snagov. Mai precis, cel mai vechi document este datat 7 noiembrie 1428, emis de către Dan al II-lea la Târgoviște, oraș care era în acea vreme capitala Țării Românești. „Drept accea după dăruirea pământului soției mele și doamna mea, am dăruit cu toată cinstea și buna chibzuială Snagovul, cu o bună dragoste împreună cu bălțile și satele Fringhișești și Turbați”, este textul documentului amintit.
În același secol s-au mai emis alte trei documente care certifică existența acestui loc: 30 iunie 1441, emis tot la Târgoviște de Vlad Dracul; 28 octombrie 1464, emis la București de Radu cel Frumos; 23 martie 1482, emis de Basarab cel Tânăr. Cel din urmă are mențiunea că i se adaugă ca dar Mănăstirii Snagov satele Dobroșești, Ghermănești, Izvorani și Tâncăbești.
La sfârșitul secolului al XIX-lea, comuna purta numele de Tâncăbești, făcea parte din plasa Snagov a județului Ilfov, și era formată din satele Ciofliceni, Izvorani, Tâncăbești-Filitis și Tâncăbești-Mitropolia, având în total 1385 de locuitori și 317 case. În comună funcționau o mașină de treierat cu aburi, o moară de apă și una cu aburi, o școală mixtă și trei biserici (la Ciofliceni, Izvorani și Tâncăbești-Filitis). Satele Ghermănești și Dobroșești aparțineau în acea vreme comunei Lipia-Bojdani. În 1925, satul Ghermănești fusese alipit comunei Tâncăbești, care făcea parte din plasa Buftea-Bucoveni a aceluiași județ și era formată din satele Ciofliceni, Ghermănești, Mitropolia, Tâncăbești și Filitis. În 1938, satul Dobroșești a primit denumirea de Snagov.
În 1950, comuna a fost inclusă în raionul Căciulați din regiunea București, iar în 1960 — în raionul Răcari al aceleiași regiuni. În 1968, a trecut din nou la județul Ilfov, mai multe comune fiind desființate și sate comasate pentru a obține structura actuală. În 1981, în urma unei reorganizări administrative a zonei, a fost inclusă în Sectorul Agricol Ilfov aflat în subordinea municipiului București, sector devenit în 1997 județul Ilfov.
Mutarea primăriei comunei Snagov din localitatea Snagov în localitatea Ghermănești s-a făcut după demolarea a peste 400 de case din anii 1980 odată cu proiectul de sistematizare forțată a comunei, dar și din dorința familiei Ceaușescu de a elibera total satul Snagov de administrație și trafic - pentru ca acesta să devină un loc cât mai liniștit.

## Monumente istorice

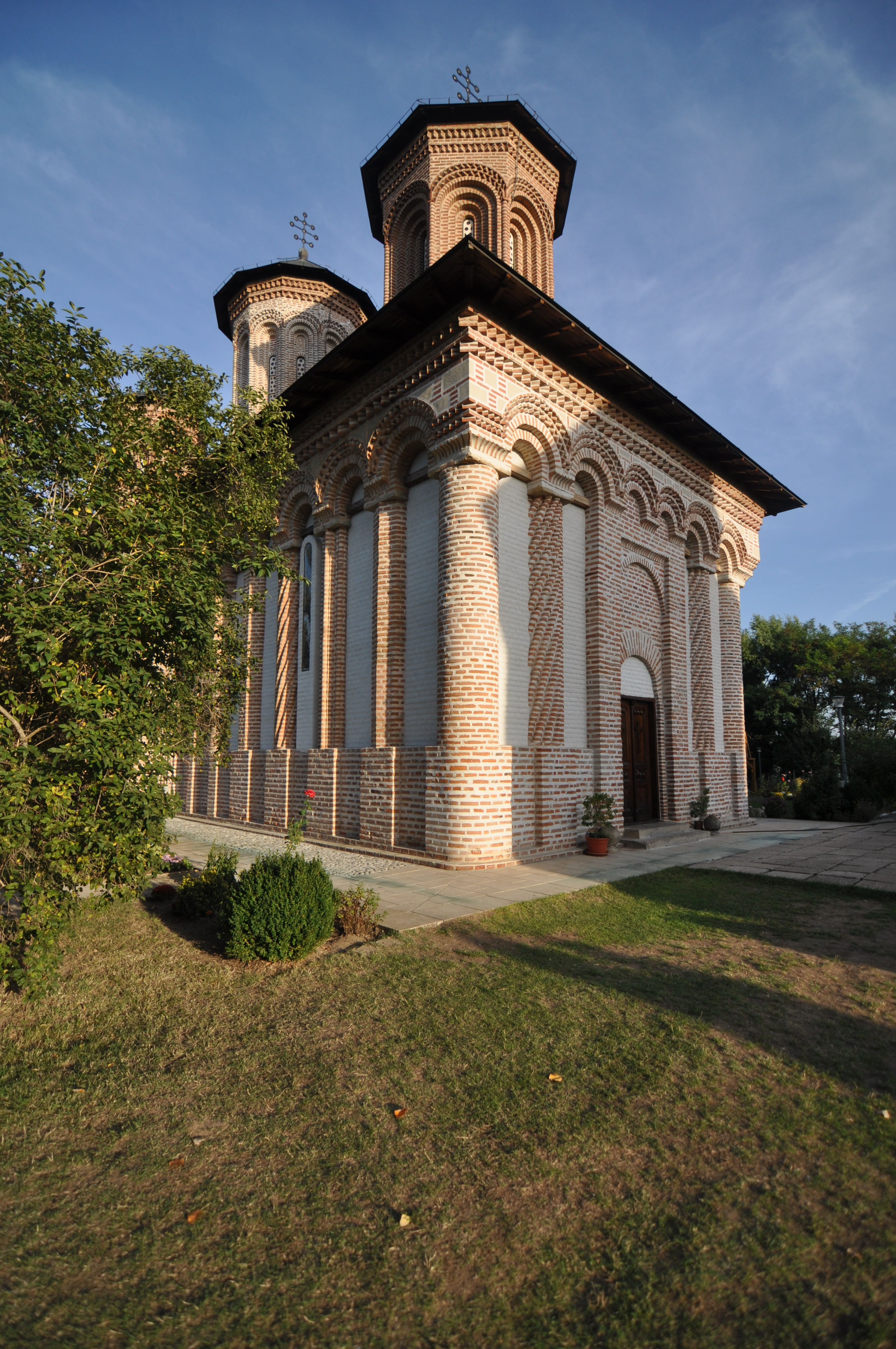
Biserica mănăstirii Snagov, monument de arhitectură de interes național din comuna Snagov

În comuna Snagov se află ansamblul fostei mănăstiri Snagov, monument istoric de arhitectură de interes național, aflată pe o insulă de pe lacul Snagov și existând de la sfârșitul secolului al XIV-lea. Ansamblul constă din biserica „Intrarea Maicii Domnului în Biserică” (1517), turnul clopotniță și o fântână veche.
Săpături arheologice relevante au fost făcute în 1933 la Mănăstirea Snagov de către arheologul Dinu V. Rosetti .
În rest, alte zece obiective din comună sunt incluse în lista monumentelor istorice din județul Ilfov ca monumente de interes local. Șase dintre ele sunt situri arheologice — așezarea din marginea sudică a pădurii Scroviștea de lângă Tâncăbești, atribuită culturii Glina din Epoca Bronzului; situl de la Tâncăbești, găsit pe malul nordic al lacului, la marginea estică a satului Tâncăbești, cuprinzând așezări din Epoca Bronzului (cultura Tei) și secolul I î.e.n. (epoca geto-dacică); și cele patru situri de la Vlădiceasca, din diverse puncte.
Trei monumente sunt clasificate drept monumente de arhitectură — biserica „Sfântul Nicolae” din Ciofliceni (datând din secolul al XIX-lea); biserica cu același hram din Ghermănești (construită în 1790); și hanul din secolul al XIX-lea aflat la Tâncăbești, la kilometrul 32 al șoselei DN1. Al zecelea monument istoric este clasificat ca monument de for public, fiind constituit de monumentul eroilor din Primul Război Mondial, aflat în Tâncăbești.

## Turism
Atracțiile culturale sunt formate în principal din: Mănăstirea Snagov, Palatul Snagov, câteva monumente, Colecțiile Muzeale Snagov (7 teme), un set de patru tradiții locale (pescuit, împletituri de fibre vegetale, ceramică, țesături tradiționale).

Din 2010 s-au deschis "Colecțiile Muzeale Snagov" recunoscute de Ministerul Culturii (ca parte a patrimoniului cultural).
Atracțiile naturale sunt asociate celor două arii naturale protejate, Lacul Snagov (100-150 ha) și Pădurea Snagov (10 ha) (vezi Legea 5/2000), incluse în Rezervația Naturală Complexă Snagov în suprafață de 1147,70 ha înființată prin HCM 894/1952 care cuprinde toate pădurile riverane lacului.

Există un Centru de Informare Turistică, Centru de închirieri (biciclete, caiace), Centru de Biodiversitate și o sinteză cu Oferta eco-turistică a zonei Snagov (atracții, activități, circuite, audio-ghiduri etc.)
Comuna Snagov a devenit destinație turistică din 1931 (cu 20.000 turiști/zi), “stațiune recreativă muncitorească” (prin Decretul nr. 142/1952 și până în 1982 s-a ajuns la o capacitate de primire de circa 34.000 turiști/zi la cele peste 100 de vile și complexe publice deservite chiar și cu trenuleț de vacanță), stațiune climaterică (HG 962/29.12.1994 - după confirmarea existenței apelor termale și finalizarea celor 2 foraje necesare pentru începerea exploatării).
Apoi, regres la "Snagov - stațiune turistică de interes local" (HG nr. 852/2008) cu desființarea taxei de stațiune turistică cu regres și dezmembrare a infrastructurii turistice moștenite. Cu sub 100 de turiști reali per zi de weekend.

## Evenimente relevante
- 1862: Alexandru Odobescu vizitează Snagovul, scrie (și publică în 1874) “Câteva ore la Snagov”.
- 1863: Secularizarea averilor mănăstirești determină călugării greci să abandoneze insula Mănăstirea Snagov. Astfel se termină cu monopolul regional legat de evenimentele religioase (mai ales cu taxele mari aferente) și permite începerea realizării de biserici în majoritatea comunităților din jurul lacului Snagov (din întreaga zonă).
- 1877: Războiul de Independență al României. Locuitorii din Dobrosești (sat din Snagov) au contribuit financiar (donații).
- 1888-1907: Au loc răscoale cu implicarea populației din întreaga zonă de la Lipia-Bojdani până la Tâncăbești - Periș.
- 1914-1918: Primul Război Mondial. Au participat mulți localnici, au decedat multe persoane și s-au repartizat greu și târziu loturile de pământ promise (vezi monumentele din sate).
- 1918: Apariția primului năvod de pescuit pe lacul Snagov (în 1952 devine monopolul statului și se derulează prin ICAB, iar în 1996 încetează din motive necunoscute).
- 1933: Sărbătoarea (națională) "Ziua apei" (Regele Carol al II-lea, Prințul Mihai, Nicolae Iorga, Iuliu Maniu, Dimitrie Gusti și mulți alți oficiali de vârf - plus Liga Navală Română, Cercetașii României și reprezentanți ai comunității locale. Ziua lacului Snagov se sărbătorește pe 25 iunie, când se sărbătoresc și Sânzienele/Drăgaica.
- 1939-1945: Al Doilea Război Mondial. Au participat mulți localnici, unde au decedat și mai multe persoane (vezi monumentele din sate).
- 23 august 1944: Mareșalul Ion Antonescu a părăsit Palatul Snagov pentru a merge la București, la cererea Regelui Mihai I, unde a fost arestat. Manfred von Killinger (care locuia într-o vilă din apropierea satului Snagov - pe malul lacului Snagov) se sinucide la scurt timp, pentru că nu a reușit să mențină România de partea Germaniei, așa cum i-a cerut Hitler.
- 1945: Reforma agrară din 1945, în urma căreia s-a început în 1948 o împroprietarire (ex: pe la Tâncăbești).
- 1949-1962: Colectivizarea în România, în urma careia au ajuns și locuitori din Snagov la Canal, dar și în alte locuri de detenție.
- 1962-1972: Regata Snagov: un concurs internațional de canotaj între 1962 și 1972.
- 1982-1989: Demolările a peste 400 de locuințe în comuna Snagov. Cu excese de implicare din partea unor localnici din Snagov și Gruiu.
- 1989: Revoluția Română din 1989. Există câțiva participanți și din zona Snagov. Relevantă este[judecată de valoare] reacția locală suprinsă excelent în romanul "Destrămarea" publicat în 2001 și scris de Anatolie Paniș (locuitor al Snagovului).
- 1992: Terenurile localnicilor din Snagov sunt date falșilor revoluționari, înaintea punerii în posesie (conform promisiunii oficiale). Astfel că ulterior în comunitate se va restitui cu 12% mai puțin teren și de regulă pe amplasamente cu valoare de piață mai mică.
- 1996: ICAB (Întreprinderea Canalizare și Apă București) își încetează de tot activitatea (deja redusă anual) după 1989, astfel încât nu mai se alocă un vaporaș cu echipaj care în sezon să tot reducă din plantele acvatice din zona malurilor (demers care făcut în sezon, în cursul săptămânii, anual, între 1952-1996) a reprezentat o masură importantă de stopare - limitare a procesului de eutrofizare a lacului Snagov. Ulterior, Apele Române se vor scuza (anual) că nu mai există fonduri (ori că sunt alte priorități) pentru această activitate importantă.
- 1996-2006: Prezentarea transformărilor zonei Snagov (de regula prin abuzuri și corupție). Prin Snagov - Periodic de răspândire ilfoveană - realizat de Anatolie Panis și câțiva colaboratori.
- 2002: Guvernul român decide să construiască în Snagov un parc tematic în stil Disneyland, "Parcul Dracula", dar în 2006 guvernul a anulat proiectul. Legătura Snagovului cu "Dracula" se bazează pe un set de înscrisuri și tradiții locale care susțin că mănăstirea Snagov este locul mormântului lui Vlad Țepeș.
- 2016: Demolarea Liceului „Mihail Kogalniceanu” din Snagov (după circa 50 de ani de activitate).[necesită citare]
- 2016: Protecția ariilor naturale protejate (patrimoniu natural) a fost întărită de "Planul de management și regulamentul ANPLS" publicat în Monitorul Oficial nr. 380 din 18 mai 2016.

## Personalități asociate Snagovului
Nicolae Ceaușescu și anturajul său au folosit Snagovul ca reședința și stațiune. Peste 50 de șefi de stat, prim-miniștri, politicieni de top din peste 40 de state s-au plimbat pe lacul Snagov cu vaporașul de lux "Snagov 1" (astăzi numită "Leader").
La Snagov au fost produse și peste 250 de filme de către Castel Film Romania și alte case de producție.
În Colecțiile Muzeale Snagov sunt prezentate circa 130 de personalități legate de Snagov.

### Personalități născute aici
- Constantin Georgescu (1933 - 2000), scriitor.